# John McGuinness (personnalité politique)
 (octobre 2020).
Si vous disposez d'ouvrages ou d'articles de référence ou si vous connaissez des sites web de qualité traitant du thème abordé ici, merci de compléter l'article en donnant les références utiles à sa vérifiabilité et en les liant à la section « Notes et références ».
John McGuinness est une personnalité politique irlandaise. Il est Teachta Dála (député) pour le Fianna Fáil depuis les élections générales de 1997, dans la circonscription de Carlow–Kilkenny. 